# Rudolf Hainitz
Rudolf Hainitz (* 7. September 1977) ist ein österreichischer Kampfsportler und vierfacher österreichischer Meister im Jiu Jitsu.

## Biografie
Hainitz trainiert verschiedene Kampfsportarten, welche er in folgender, chronologischer Reihenfolge begann: Karate, Jiu Jitsu, Judo, Brazilian Jiu-Jitsu und Kickboxen. Die größten Erfolge konnte er im Jiu Jitsu (Fighting) erreichen. Bis 2015 belegte er fünf Mal den 2. Platz bei der österreichischen Meisterschaft. Ab 2016 gewann Hainitz vier Mal in Folge das Turnier. Während dieser Zeit startete er für die Vereine MMA Energy Fitness und PSV Amstetten.
Neben seinen Erfolgen in der Allgemeinen Klasse, kämpft Hainitz auch in der Masters Klasse. In dieser Kategorie belegte er 2018 den Vize-Europameister im Jiu Jitsu (Fighting). 2023 kürte sich Hainitz zum Masters Kickbox-Europameister in Triest.
Im Juli 2023 legte Hainitz die Prüfung zum 3. Dan im WKF Karate ab.

## Erfolge (Auswahl)

### Jiu Jitsu (Fighting)
- 2016 Österreichischer Meister (AK, +94 kg)[9]
- 2017 Österreichischer Meister (AK, -94 kg)[10]
- 2018 Österreichischer Meister (AK, +94 kg)[11]
- 2019 Österreichischer Meister (AK, +94 kg)[12]
- 2018 Gliwice Vize-Europameister (Masters, +85 kg)[13]

### Kickboxen
- 2023 Triest Leichtkontakt WKF Europameister (Masters, +80 kg)[6]
- 2023 Triest Kick Light WKF Vize-Europameister (Masters, +80 kg)[6]